# ايمانويل كاسيريس
ايمانويل كاسيريس (بالإسبانية: Emmanuel Cáceres)‏ هو لاعب كرة قدم أرجنتيني في مركز الوسط، ولد في 12 ديسمبر 1988 في سالتا في الأرجنتين. لعب مع سنترال نورتيه ‏.

## وصلات خارجية
- ايمانويل كاسيريس على موقع Soccerway.com (الإنجليزية)